# Neuenreuth am Main

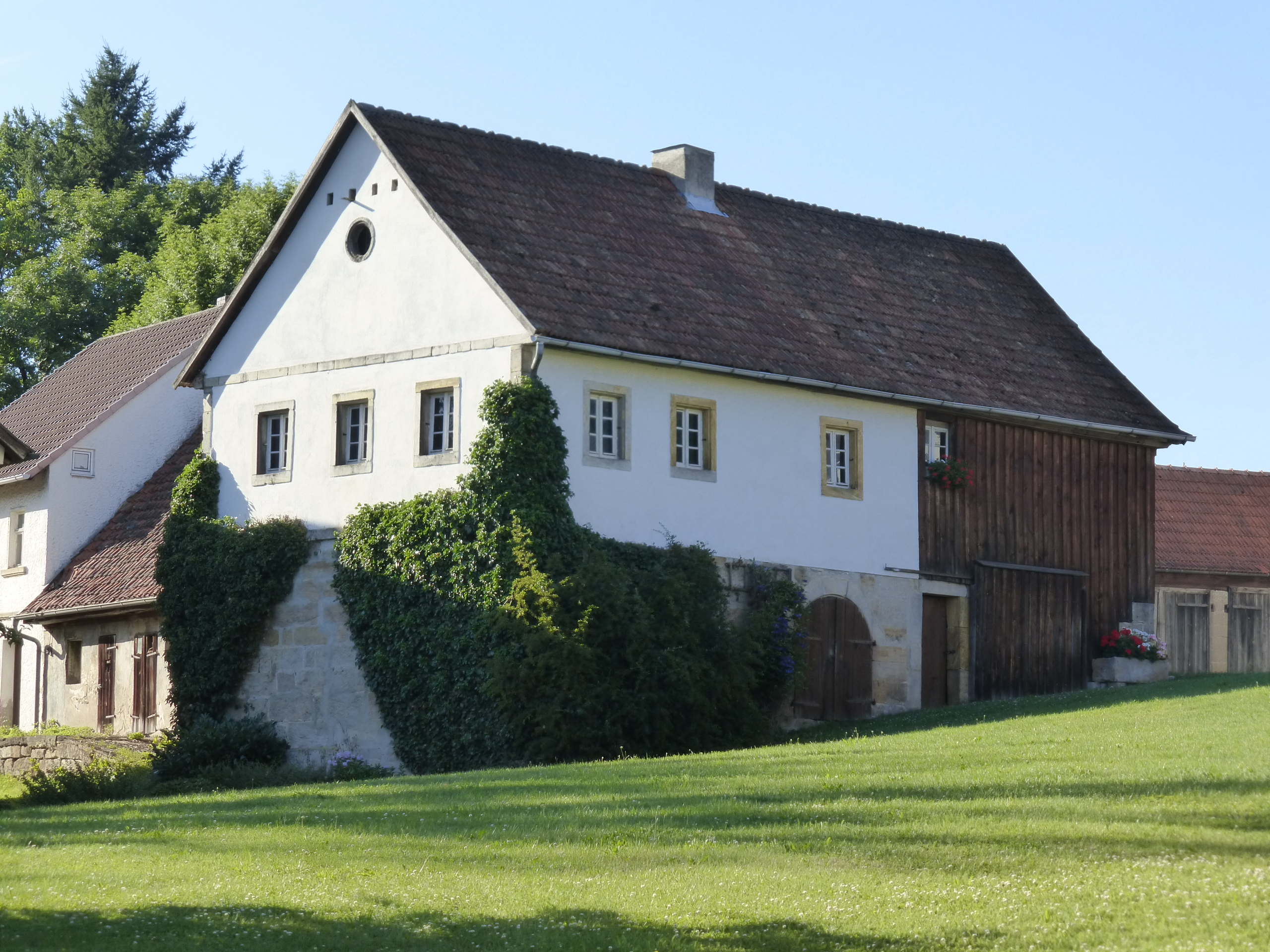
Austragshaus

Neuenreuth am Main (oberfränkisch: Naia-rahd) ist ein Gemeindeteil der Gemeinde Neudrossenfeld im Landkreis Kulmbach (Oberfranken, Bayern). Die Gemarkung Neuenreuth am Main hat eine Fläche von 2,109 km². Sie ist in 257 Flurstücke aufgeteilt, die eine durchschnittliche Flurstücksfläche von 8204,45 m² haben.

## Geographie
Das Dorf liegt am rechten Ufer des Roten Mains und am Erlgraben, der dort als rechter Zufluss in den Roten Main mündet. Die Kreisstraße KU 11 führt nach Unterobsang zur Staatsstraße 2189 (0,4 km westlich) bzw. nach Hornungsreuth zur Bundesstraße 85 (2 km nordöstlich).

## Geschichte
Neuenreuth war eine herrschaftliche Plansiedlung bestehend aus zehn Lehen (≙ zehn Halbhöfen). Ursprünglich gab es auch eine Burg. Der Ort wurde 1398 als „Newnrewt“ erstmals urkundlich erwähnt. Der Ortsname bedeutet Zur neuen Rodung, wohl zur Unterscheidung von dem älteren Igelsreuth. Seit 1926 lautet die amtliche Bezeichnung „Neuenreuth am Main“.
Gegen Ende des 18. Jahrhunderts gab es in Neuenreuth 16 Anwesen. Das Hochgericht übte das bayreuthische Stadtvogteiamt Kulmbach aus. Dieses hatte zugleich die Dorf- und Gemeindeherrschaft. Grundherren waren das Kastenamt Kulmbach (1 Mahlmühle, 1 Schafhof, 1 Hof, 4 Halbhöfe, 3 Viertelhöfe, 1 Söldengütlein, 3 Sölden, 1 Wohnhaus) und der Markgräfliche Lehenhof Bayreuth (1 Tropfgütlein).
Von 1797 bis 1810 unterstand der Ort dem Justiz- und Kammeramt Kulmbach. Mit dem Gemeindeedikt wurde Neuenreuth dem 1811 gebildeten Steuerdistrikt Brücklein und der 1812 gebildeten gleichnamigen Ruralgemeinde zugewiesen. 1853 wurde die Ruralgemeinde Neuenreuth gebildet. Sie war in Verwaltung und Gerichtsbarkeit dem Landgericht Thurnau zugeordnet und in der Finanzverwaltung dem Rentamt Thurnau (1919 in Finanzamt Thurnau umbenannt). Ab 1862 gehörte Neuenreuth zum Bezirksamt Kulmbach (1939 in Landkreis Kulmbach umbenannt). Die Gerichtsbarkeit blieb beim Landgericht Thurnau (1879 in das Amtsgericht Thurnau umgewandelt), von 1929 bis 1972 war das Amtsgericht Bayreuth zuständig und seit 1972 ist es das Amtsgericht Kulmbach. Die Finanzverwaltung wurde 1929 vom Finanzamt Bayreuth übernommen, seit 1972 ist das Finanzamt Kulmbach zuständig. Die Gemeinde hatte eine Gebietsfläche von 2,129 km².
Am 1. Januar 1972 wurde die Gemeinde Neuenreuth am Main im Zuge der Gebietsreform in Bayern nach Neudrossenfeld eingegliedert.

### Baudenkmäler
In der Bayerischen Denkmalliste ist ein Baudenkmal aufgeführt:
- Haus Nr. 11: dazugehöriges Austragshaus

abgegangene Baudenkmäler
- Haus Nr. 11: Einhüftiger Sandsteinbau von vier zu sechs Achsen; am Türschlussstein bezeichnet „1845“. Mit Gurtgesims, verschiefertem Westgiebel, Dachgauben. Fensterbrüstungen am westlichen Obergeschoss mit stilisierten Lambrequins.[14]
- Haus Nr. 12: Einhüftiger Sandsteinbau; am Türschlussstein bezeichnet „1825“. Traufseite von fünf Achsen mit breit vorprofiliertem Gurtgesims.[14]

### Einwohnerentwicklung
| Jahr      | 1809   | 1818   | 1840  | 1852  | 1855  | 1861   | 1867  | 1871   | 1875  | 1880  | 1885   | 1890  | 1895  | 1900   | 1905  | 1910  | 1919  | 1925   | 1933  | 1939  | 1946  | 1950   | 1952  | 1961   | 1970   | 1987  |
| Einwohner | 113    | 190    | 128   | 146   | 149   | 147    | 151   | 155    | 154   | 170   | 164    | 172   | 158   | 149    | 152   | 154   | 152   | 152    | 135   | 144   | 202   | 201    | 183   | 175    | 158    | 104   |
| Häuser    |        | 18     |       |       |       |        |       | 24     |       |       | 24     |       |       | 23     |       |       |       | 24     |       |       |       | 25     |       | 27     |        | 29    |
| Quelle    | [ 16 ] | [ 10 ] | [ 8 ] | [ 8 ] | [ 8 ] | [ 17 ] | [ 8 ] | [ 18 ] | [ 8 ] | [ 8 ] | [ 19 ] | [ 8 ] | [ 8 ] | [ 20 ] | [ 8 ] | [ 8 ] | [ 8 ] | [ 21 ] | [ 8 ] | [ 8 ] | [ 8 ] | [ 22 ] | [ 8 ] | [ 11 ] | [ 23 ] | [ 2 ] |

## Religion
Neuenreuth am Main ist seit der Reformation evangelisch-lutherisch geprägt und nach Neudrossenfeld gepfarrt.